# Islandia en el Festival de la Canción de Eurovisión 2018
Islandia participó en el Festival de Eurovisión 2018, representados por Ari Ólafsson y "Our Choice", quienes solo lograron la última plaza en la semifinal 1 con 15 puntos.

## Söngvakeppnin 2018
El Söngvakeppnin 2018 fue la decimotercera edición de la preselección islandesa Söngvakeppnin. La competición constó de doce temas, divididos en dos semifinales.

### Temas participantes
La RÚV abrió el periodo de envío de candidaturas el 6 de septiembre de 2017, para cerrarlo el 20 de octubre de 2017. Las canciones deben estar en islandés en la semifinal, pero en la final se deben interpretar en el idioma en que se interpretarán en Eurovisión. El 20 de enero de 2018, la RÚV publicó los temas participantes, tanto en islandés como en inglés.
| Artista                  | Canción             | Canción            | Compositores |
| Artista                  | Título en islandés  | Título en inglés   | Compositores |
| ------------------------ | ------------------- | ------------------ | --- |
| Ari Ólafsson             | "Heim"              | "Our Choice"       | Þórunn Erna Clausen |
| Aron Hannes              | "Golddigger"        | "Gold Digger"      | Sveinn Rúnar Sigurðsson, Valgeir Magnússon, Jóel Ísaksson, Oskar Nyman                                                      |
| Áttan                    | "Hér með þér"       | "Here for You"     | Egill Ploder Ottósson, Nökkvi Fjalar Orrason                                                                                |
| Dagur Sigurðsson         | "Í stormi"          | "Saviours"         | Júlí Heiðar Halldórsson, Guðmundur Snorri Sigurðarson                                                                       |
| Fókus                    | "Aldrei gefast upp" | "Battleline"       | Þórunn Erna Clausen, Primoz Poglajen, Jonas Gladnikoff, Michael James Down, Sigurjón Örn Böðvarsson, Rósa Björg Ómarsdóttir |
| Guðmundur Þórarinsson    | "Litir"             | "Colours"          | Guðmundur Þórarinson, Fannar Freyr Magnússon                                                                                |
| Heimilistónar            | "Kúst og fæjó"      | -                  | Elva Ósk, Katla Margrét Þorgeirsdóttir, Ólafía Hrönn Jónsdóttir, Vigdís Gunnarsdóttir                                       |
| Rakel Pálsdóttir         | "Óskin mín"         | "My Wish"          | Hallgrímur Bergsson, Nicholas Hammond                                                                                       |
| Stefania, Agnes y Regína | "Svaka stuð"        | "Heart Attack"     | Agnes Marínósdóttir, Aron Þór Arnarsson, Marino Breki Benjamínsson                                                          |
| Tómas & Sólborg          | "Ég og þú"          | "Think It Through" | Tómas Helgi Wehmeier, Sólborg Guðbrandsdóttir, Rob Price                                                                    |
| Þórir & Gyða             | "Brosa"             | "With You"         | Guðmundur Þórarinson, Fannar Freyr Magnússon                                                                                |
| Þórunn Antonía           | "Ég mun skína"      | "Shine"            | Þórunn Antonía Magnúsdóttir, Agnar Friðbertsson                                                                             |

### Semifinales

#### Semifinal 1
La primera semifinal tuvo lugar el 10 de febrero de 2018, y seis de los candidatos actuaron en ella. El televoto decidió qué tres candidaturs avanzaron hacia la final.
| Semifinal 1 – 10 de febrero de 2018 | Semifinal 1 – 10 de febrero de 2018 | Semifinal 1 – 10 de febrero de 2018 | Semifinal 1 – 10 de febrero de 2018 | Semifinal 1 – 10 de febrero de 2018 | Semifinal 1 – 10 de febrero de 2018 |
| N.º                                 | Artista                             | Canción                             | Televoto                            | Plaza                               | Resultado                           |
| ----------------------------------- | ----------------------------------- | ----------------------------------- | ----------------------------------- | ----------------------------------- | ----------------------------------- |
| 1                                   | Þórunn Antonía                      | "Ég mun skína"                      |                                     | 5                                   | Eliminada                           |
| 2                                   | Tómas y Sólborg                     | "Ég og þú"                          |                                     | 6                                   | Eliminados                          |
| 3                                   | Ari Ólafsson                        | "Heim"                              |                                     | 1                                   | Clasificado                         |
| 4                                   | Heimilistónar                       | "Kúst og fæjó"                      |                                     | 2                                   | Clasificadas                        |
| 5                                   | Fókus                               | "Aldrei gefast upp"                 |                                     | 3                                   | Clasificados                        |
| 6                                   | Guðmundur Þórarinsson               | "Litir"                             |                                     | 4                                   | Eliminado                           |

#### Semifinal 2
La segunda semifinal tuvo lugar el 17 de febrero de 2018, y seis de los candidatos actuaron en ella. El televoto decidió qué tres candidaturs avanzaron hacia la final.
| Semifinal 2 – 17 de febrero de 2018 | Semifinal 2 – 17 de febrero de 2018 | Semifinal 2 – 17 de febrero de 2018 | Semifinal 2 – 17 de febrero de 2018 | Semifinal 2 – 17 de febrero de 2018 | Semifinal 2 – 17 de febrero de 2018 |
| N.º                                 | Artista                             | Canción                             | Televoto                            | Plaza                               | Resultado                           |
| ----------------------------------- | ----------------------------------- | ----------------------------------- | ----------------------------------- | ----------------------------------- | ----------------------------------- |
| 1                                   | Aron Hannes                         | "Golddigger"                        |                                     | 2                                   | Clasificado                         |
| 2                                   | Rakel Pálsdóttir                    | "Óskin mín"                         |                                     | 6                                   | Eliminado                           |
| 3                                   | Stefanía, Agnes y Regína            | "Svaka stuð"                        |                                     | 5                                   | Eliminadas                          |
| 4                                   | Þórir y Gyða                        | "Brosa"                             |                                     | 4                                   | Eliminados                          |
| 5                                   | Dagur Sigurðsson                    | "Í stormi"                          |                                     | 1                                   | Clasificado                         |
| 6                                   | Áttan                               | "Hér með þér"                       |                                     | 3                                   | Eliminado                           |

### Final
La final tuvo lugar el 3 de marzo de 2018. En ella, los seis clasificados de las semifinales compitieron. Los dos superfinalistas fueron decididos mediante un jurado y el televoto. No obstante, el ganador de la superfinal se decidió solo con televoto.
| Final – 3 de marzo de 2018 | Final – 3 de marzo de 2018 | Final – 3 de marzo de 2018 | Final – 3 de marzo de 2018 | Final – 3 de marzo de 2018 | Final – 3 de marzo de 2018 | Final – 3 de marzo de 2018 | Final – 3 de marzo de 2018 |
| N.º                        | Artista                    | Canción                    | Televoto                   | Jurado                     | Total                      | Plaza                      | Resultado                  |
| -------------------------- | -------------------------- | -------------------------- | -------------------------- | -------------------------- | -------------------------- | -------------------------- | -------------------------- |
| 1                          | Fókus                      | "Battleline"               | 12,859                     | 13,091                     | 25,950                     | 5                          | Eliminados                 |
| 2                          | Áttan                      | "Here for You"             | 3,360                      | 10,637                     | 13,997                     | 6                          | Eliminado                  |
| 3                          | Ari Ólafsson               | "Our Choice"               | 18,408                     | 17,453                     | 35,861                     | 2                          | Superfinalista             |
| 4                          | Heimilistónar              | "Kúst og fæjó"             | 17,619                     | 14,183                     | 31,802                     | 3                          | Eliminadas                 |
| 5                          | Aron Hannes                | "Gold Digger"              | 14,848                     | 16,090                     | 30,938                     | 4                          | Eliminado                  |
| 6                          | Dagur Sigurðsson           | "Í stormi"                 | 24,547                     | 20,183                     | 44,730                     | 1                          | Superfinalista             |

| Superfinal – 3 de marzo de 2018 | Superfinal – 3 de marzo de 2018 | Superfinal – 3 de marzo de 2018 | Superfinal – 3 de marzo de 2018 | Superfinal – 3 de marzo de 2018 |
| Artista                         | Canción                         | Televoto                        | Porcentaje                      | Plaza                           |
| ------------------------------- | ------------------------------- | ------------------------------- | ------------------------------- | ------------------------------- |
| Ari Ólafsson                    | "Our Choice"                    | 44,919                          | 53.23%                          | 1                               |
| Dagur Sigurðsson                | "Í stormi"                      | 39,474                          | 46.77%                          | 2                               |

| Votos detallados del jurado | Votos detallados del jurado | Votos detallados del jurado | Votos detallados del jurado | Votos detallados del jurado | Votos detallados del jurado | Votos detallados del jurado | Votos detallados del jurado | Votos detallados del jurado | Votos detallados del jurado | Votos detallados del jurado | Votos detallados del jurado | Votos detallados del jurado | Votos detallados del jurado |
| N.º | Canción                     | Jurado 1                    | Jurado 2                    | Jurado 3                    | Jurado 4                    | Jurado 5                    | Jurado 6                    | Jurado 7                    | Total                       |                             |                             |                             |                             |
| --- | --------------------------- | --------------------------- | --------------------------- | --------------------------- | --------------------------- | --------------------------- | --------------------------- | --------------------------- | --------------------------- | --------------------------- | --------------------------- | --------------------------- | --------------------------- |
| 1 | "Battleline"                | 2,182                       | 1,636                       | 1,636                       | 1,909                       | 1,364                       | 2,182                       | 2,182                       | 13,091                      |                             |                             |                             |                             |
| 2 | "Here for You"              | 1,636                       | 1,364                       | 1,364                       | 1,364                       | 1,636                       | 1,364                       | 1,909                       | 10,637                      |                             |                             |                             |                             |
| 3 | "Our Choice"                | 2,727                       | 2,727                       | 3,273                       | 1,636                       | 2,727                       | 1,636                       | 2,727                       | 17,453                      |                             |                             |                             |                             |
| 4 | "Kúst og fæjó"              | 1,364                       | 1,909                       | 1,909                       | 2,182                       | 2,182                       | 3,273                       | 1,364                       | 14,183                      |                             |                             |                             |                             |
| 5 | "Gold Digger"               | 1,909                       | 3,273                       | 2,182                       | 2,727                       | 1,909                       | 1,909                       | 1,636                       | 16,090                      |                             |                             |                             |                             |
| 6 | "Í stormi"                  | 3,273                       | 2,182                       | 2,727                       | 3,273                       | 3,273                       | 2,727                       | 3,273                       | 20,183                      |                             |                             |                             |                             |
| Miembros del jurado |                             |                             |                             |                             |                             |                             |                             |                             |                             |                             |                             |                             |                             |
| - – Robin Bengtsson - – Emmelie de Forest - – Joana Levieva-Saywer - – Aleksander Radić - – Svala Björgvinsdóttir - – Halldór Eldjárn - – Hulda G. Geirsdóttir |                             |                             |                             |                             |                             |                             |                             |                             |                             |                             |                             |                             |                             |

## En Eurovisión
El Festival de la Canción de Eurovisión 2018 tuvo lugar en el Altice Arena de Lisboa, Portugal y consistió en dos semifinales el 8 y 10 de mayo y la final el 12 de mayo de 2018. De acuerdo con las reglas de Eurovisión, todas las naciones con excepción del país anfitrión y los "5 grandes" (Big Five) deben clasificarse en una de las dos semifinales para competir en la final; los diez mejores países de cada semifinal avanzan a esta final. Islandia actuó en el lugar número 2 de la semifinal 1, y logró la última plaza, con solo 15 puntos, con lo que no se clasificó hacia la final.